# Fagonia kassasii
Fagonia kassasii är en pockenholtsväxtart som beskrevs av Hadidi. Fagonia kassasii ingår i släktet Fagonia och familjen pockenholtsväxter. Inga underarter finns listade i Catalogue of Life.